# Esporte Clube Espigão
O Esporte Clube Espigão é um clube brasileiro de futebol da cidade de Espigão d'Oeste, em Rondônia. Fundado em 2008, foi campeão estadual em 2011 e atualmente é filiado à FFER como um clube amador.
Apesar de recente, sua breve história conta com dois títulos oficiais, sendo campeão da 2ª Divisão do Campeonato Estadual em 2008 e sua maior conquista foi o Campeonato Estadual de 2011, garantindo vaga na Copa do Brasil, resultado do rápido crescimento profissional do time em pouco mais de três anos de fundação.

## Copa do Brasil

Escudo histórico.

Com o título estadual de 2011, o Espigão conseguiu a classificação inédita para a Copa do Brasil de 2012, porém a equipe foi eliminada precocemente na primeira fase, com uma derrota de 3 a 1 em casa para o Paysandu.

## Títulos

### Estaduais
| ESTADUAIS | ESTADUAIS                           | ESTADUAIS | ESTADUAIS  |
|           | Competição                          | Títulos   | Temporadas |
| --------- | ----------------------------------- | --------- | ---------- |
|           | Campeonato Rondoniense              | 1         | 2011       |
|           | Campeonato Rondoniense - 2ª Divisão | 1         | 2008       |

#### Campanhas de Destaque
- 2º Lugar: Campeonato Rondoniense de Futebol de 2012
- 1ª Fase: Copa do Brasil de Futebol de 2012

## Ranking da CBF
Ranking criado pela Confederação Brasileira de Futebol para pontuar todos os clubes do Brasil.
- Posição: 181º
- Pontuação: 150 pontos[8]